# Steve Bekaert
Steve Bekaert (Courtrai, 26 de diciembre de 1990) es un ciclista belga. Debutó como profesional en 2013 con en equipo español Burgos BH-Castilla y León y a partir de la temporada 2014 compitió con el equipo Veranclassic-Doltcini hasta agosto.
Como amateur logró imponerse en la Vuelta a Navarra en 2012.

## Palmarés
No consiguió ninguna victoria como profesional